# Ев'є-ог-Горннес
Ев'є-ог-Горннес (норв. Evje og Hornnes kommune) — комуна Норвегії, у фюльке Агдер (давніше — в Еуст-Агдері). Адміністративний центр –  село Ев'є. 

## Історія
Заснований 1960 року.

## Населення
Згідно з даними за 2005 рік, у комуні мешкало 3 305 осіб. Густота населення становила 5,89 осіб/км². За населенням посідає 257-тє місце серед комун Норвегії. 
| населення станом на 1 січня 2005 |        |          |       |
|                                  | жінки  | чоловіки | разом |
| ос.                              | 1652   | 1653     | 3305  |
| %                                | 49,98% | 50,02%   | 100%  |

| освіченість населення станом на 1 жовтня 2004 |           |         |        |          |
|                                               | початкова | середня | вища   | невідомо |
| ос.                                           | 517       | 1629    | 434    | 64       |
| %                                             | 19,55%    | 61,61%  | 16,41% | 2,42%    |

## Освіта
Згідно з даними на 1 жовтня 2004 року в комуні було 3 початкових школи (норв. grunnskolar), у яких навчалося 444 учні.